# Пья
Пья — разменная денежная единица сначала Бирмы, а затем Мьянмы. Первоначально равнялась 1⁄64 или 1⁄80, в настоящее время 1⁄100 кьята.

## Пья XIX — первой половины XX века
Пья (бирм. pya от полинезийского pia) — семя многолетних трав из рода такка (см. Такка перистонадрезанная).
В качестве одной из основных весовых и денежных единиц пья использовалась в Бирме (в настоящее время Мьянма) как минимум с XIX века. Первоначально она была равна 1⁄64 или 1⁄80 кьята, являясь эквивалентом общей для государств региона единицы — ата (атта), равного 1⁄64 тикаля (кьят — его бирманское название).
Первые собственные монеты Бирмы появились в годы правления короля Миндона (1853—1878) из расчёта 1 серебряный кьят = 1 рупии. В том числе в 1865 и 1878 годах были отчеканены медные пья.
В 1883 году некоторые из областей, а в 1885 году вся Бирма стала британской колонией (провинцией в составе Британской Индии), а её денежной единицей была официально провозглашена индийская рупия. При этом ранее выпущенные монеты оставались в обращении до 1 апреля 1892 года. С 1 апреля 1937 года, когда Бирма перестала быть одной из провинций Британской Индии и стала самостоятельной колонией Британии, Резервный банк Индии начал выпуск для Бирмы банкнот со штампом «Законное платёжное средство только в Бирме», а в 1938 году — банкнот без такого штампа. Впоследствии эти банкноты были заменены на денежные знаки Бирманского управления денежного обращения (штаб-квартира располагалась в Лондоне). Пья стала 1⁄64 бирманской рупии и оставалась таковой до 1952 года.

## Современная пья
Современная пья была введена 1 июля 1952 года как 1⁄100 бирманского (с 1989 года мьянманского) кьята, заменившего бирманскую рупию. До 1966 года монеты чеканились из алюминия, после 1966 года их стали чеканить из медно — никелевого сплава. Монета номиналом в 1 пья — круглая, 5 пья — квадрат с закруглёнными углами, 10 пья — квадратные, 25 пья — шестиугольные и 50 пья круглые с портретом Аун Сана.
В настоящее время в обращении находятся монеты достоинством в 50, 25, 10, 5 и 1 пья.